# Pennsylvania Abolition Society

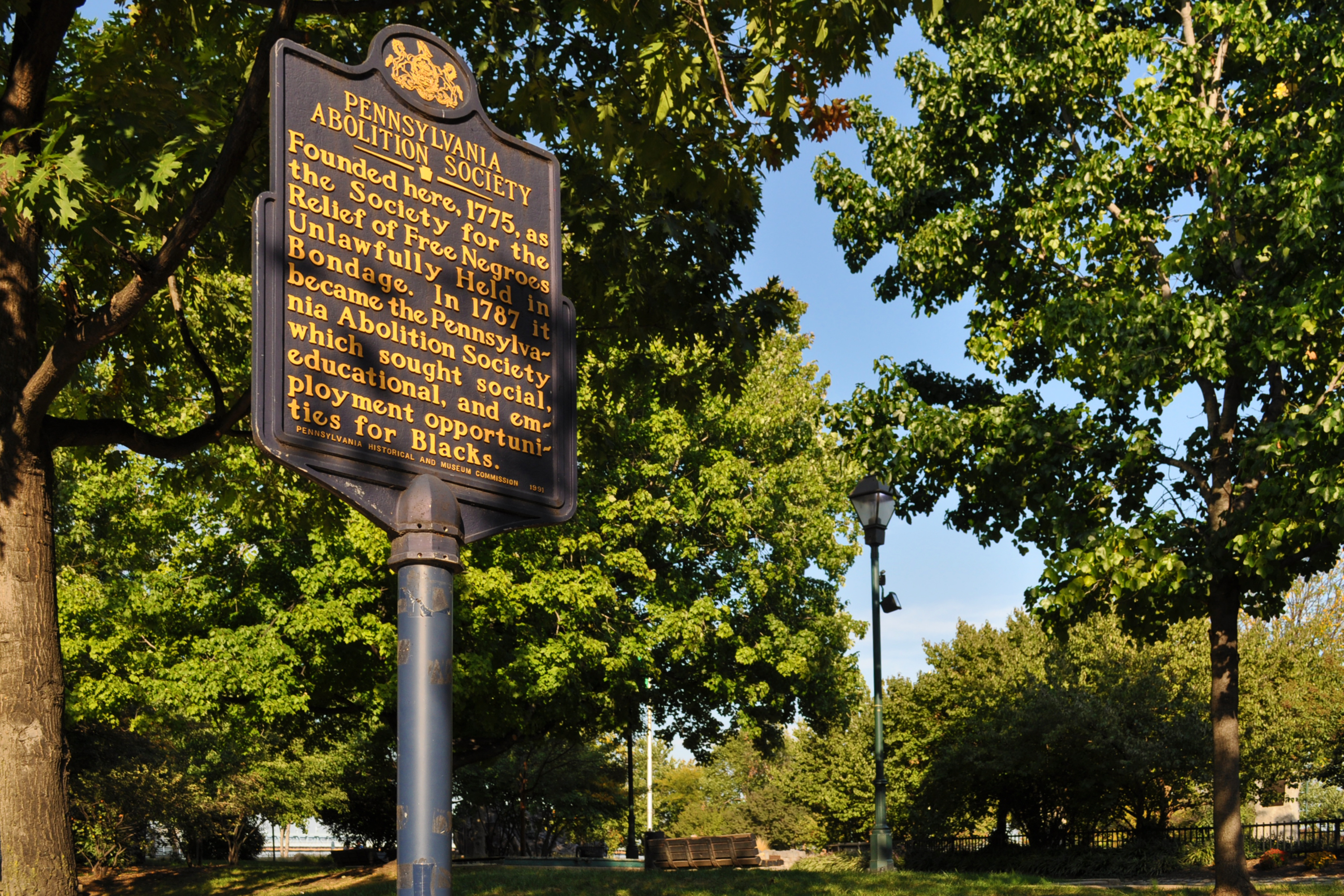
Pannello storico della Pennsylvania Abolition Society a S. Front, vicino a Walnut Sts. Philadelphia, Pennsylvania

La Society for the Relief of Free Negroes Unlawfully Held in Bondage (Società per il soccorso dei negri liberi tenuti illegalmente in schiavitù) è stata la prima associazione abolizionista americana. Essa fu fondata il 14 aprile 1775 a Filadelfia, in Pennsylvania, dove tenne quattro riunioni. Diciassette dei 24 uomini che parteciparono alle riunioni iniziali della Società erano quaccheri, cioè membri della Religious Society of Friends (Società religiosa degli Amici), un ramo del Cristianesimo rilevante fin dagli albori della storia della Pennsylvania.

## Storia dell'organizzazione
L'associazione fu riorganizzata nel 1784 come la Pennsylvania Society for Promoting the Abolition of Slavery and for the Relief of Free Negroes Unlawfully Held in Bondage, (anche conosciuta come la Pennsylvania Abolition Society), formalizzata legalmente poi nel 1789.
Dopo il 1785, Benjamin Franklin fu eletto presidente dell'organizzazione. La società gli chiese di portare la questione della schiavitù nella Convenzione Costituzionale del 1787. Nel 1790 Franklin presentò una petizione al Congresso degli Stati Uniti per vietare la schiavitù.
La Pennsylvania Abolition (o Abolitionist) Society, che aveva membri e leader di entrambe le razze, divenne poi un modello per le organizzazioni abolizioniste contro la schiavitù anche in altri stati americani durante il periodo prebellico. Tra i membri afroamericani di spicco figurava anche Robert Purvis, che fu il  primo membro nero della Società, nel 1842.
Nel 1984, quando la Società fu ripristinata,  fu collocato un monumento storico dello stato della Pennsylvania su Front Street, a Filadelfia, sotto Chestnut Street, nel sito dei suoi uffici originari.
La Pennsylvania Abolition Society è tuttora esistente ed attiva, dedita alla causa della lotta al razzismo. In quanto è la più antica organizzazione abolizionista negli Stati Uniti, fino dalla fine del XX secolo ha lavorato per migliorare le questioni della giustizia penale e la sovrarappresentazione degli afroamericani in carcere, ma anche per la riduzione delle dure leggi sulle condanne e il miglioramento della giustizia economica e ambientale.